# Basilica di Santa Croce (Lecce)
La basilica di Santa Croce è una chiesa del centro storico di Lecce, in via Umberto I. Insieme all'attiguo ex convento dei Celestini costituisce la più elevata manifestazione dello stile barocco e più in particolare del barocco leccese. Ha la dignità di basilica minore.

## Storia
Nell'area dell'attuale basilica, Gualtieri VI di Brienne aveva già fondato un monastero nel XIV secolo, ma fu solo dopo la metà del XVI secolo che si decise di trasformare l'area in una zona monumentale. Per reperire il terreno si requisirono case e proprietà degli ebrei, cacciati dalla città nel 1510. I lavori per la costruzione della basilica si prolungarono per due secoli, fra il XVI e il XVII secolo, e videro coinvolti i più importanti architetti cittadini dell'epoca.
La prima fase della costruzione, cominciata nel 1549, terminò entro il 1582 e vide la costruzione della zona inferiore della facciata, fino all'enorme balconata sostenuta da telamoni raffiguranti uomini e animali. La cupola venne completata nel 1590. Secondo lo storico dell'arte Vincenzo Cazzato questa prima fase vide l'emergere della personalità di Gabriele Riccardi. Una successiva fase dei lavori, a partire dal 1606, durante la quale vennero aggiunti alla facciata i tre portali decorati, è marcata dall'impegno di Francesco Antonio Zimbalo. 
Al completamento dell'opera lavorarono successivamente Cesare Penna e Giuseppe Zimbalo. Al primo è dovuta la costruzione della parte superiore della facciata e dello stupendo rosone (vicino al quale è scolpita la data 1646), al secondo va probabilmente attribuito il fastigio alla sommità della struttura.

## Descrizione

### Esterno
La facciata è composta da sei colonne a fusto liscio che sostengono la trabeazione e suddividono la struttura in cinque aree. Il portale maggiore, costruito nel 1606, presenta coppie di colonne corinzie ed espone le insegne di Filippo III di Spagna, di Maria d'Enghien e di Gualtieri VI di Brienne. Sulle porte laterali sono esposti gli stemmi della Congregazione dei Celestini. La trabeazione è sormontata da una successione di telamoni raffiguranti figure grottesche o animali fantastici e allegorici che sorreggono la balaustra, ornata di tredici putti abbracciati ai simboli del potere temporale (la corona) e spirituale (la tiara).
Il secondo ordine della facciata è dominato dal grande rosone centrale di ispirazione romanica. Profilato da foglie di alloro e bacche presenta tre ordini a bassorilievo. Il rosone è ben evidenziato da due colonne corinzie, che separano la zona centrale da quelle laterali in cui sono delle nicchie con le statue di san Benedetto e papa Celestino V. Guardando il rosone, alla sua sinistra (esattamente alle ore nove), si nota l'autoritratto di Antonio Zimbalo. Agli estremi, a chiudere il profilo del secondo ordine, si ergono due grandi statue femminili, simboleggianti la Fede e la Fortezza. Il timpano, col trionfo della Croce al centro, chiude superiormente la facciata.
Seguendo il programma iconografico tipico della spiritualità benedettina (a cui i Celestini appartenevano) e agostiniana, la facciata, così come riportato dal cartiglio dedicatorio posto sul portale maggiore, raffigura il trionfo del Vessillo della Croce, con allusione, quindi all'esaltazione del sacro legno, la cui reliquia è conservata all'altare del transetto sinistro. Il complesso sistema figurativo dei telamoni che racchiude in sé tutte le culture e le provenienze umane (è raffigurata la Lupa capitolina, il dragone dei papa Borghese, soldati aragonesi e turchi) sottolinea la cattolicità della Chiesa e la potenza redentrice del Cristo su tutta l'umanità.

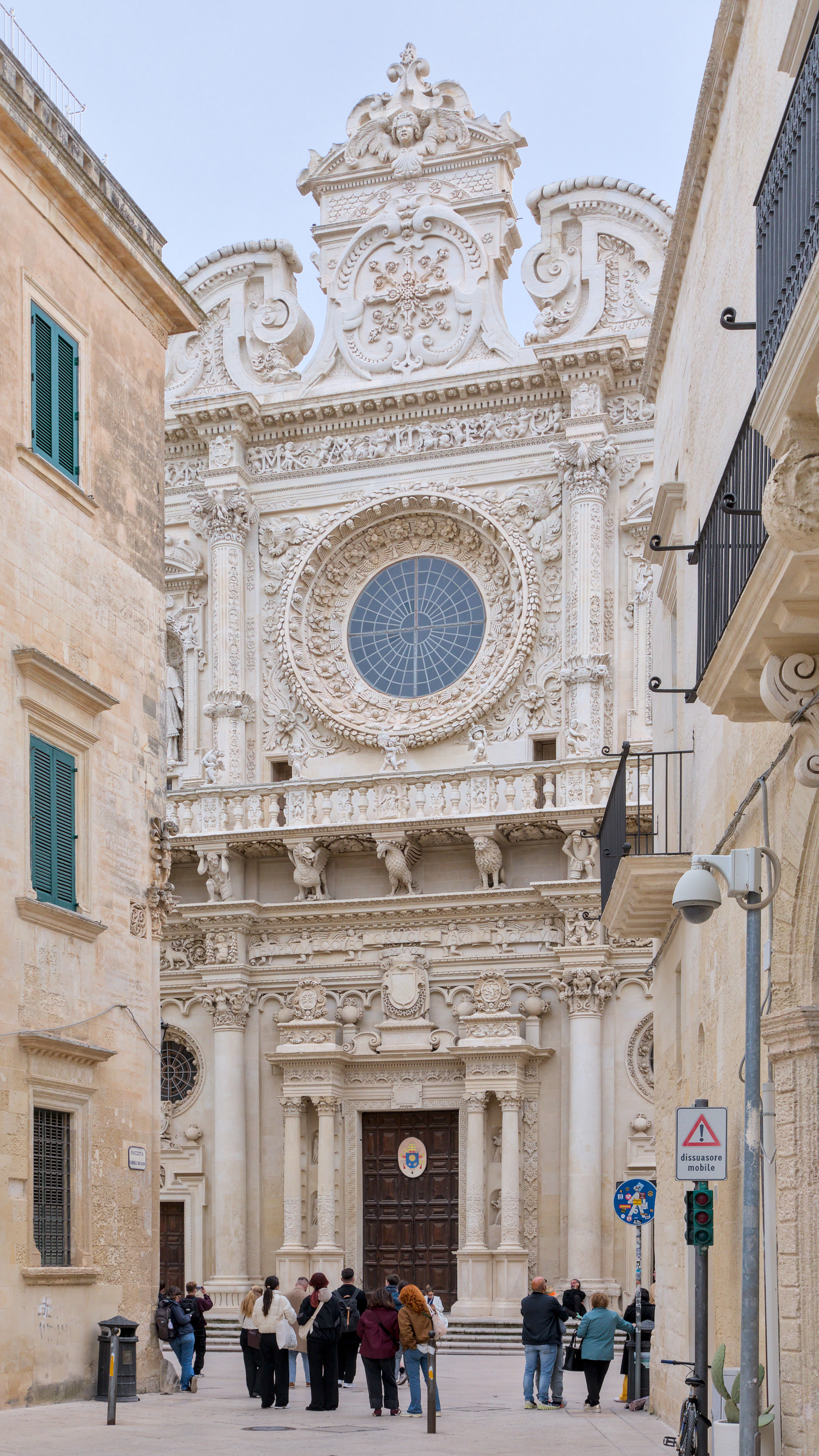
Facciata
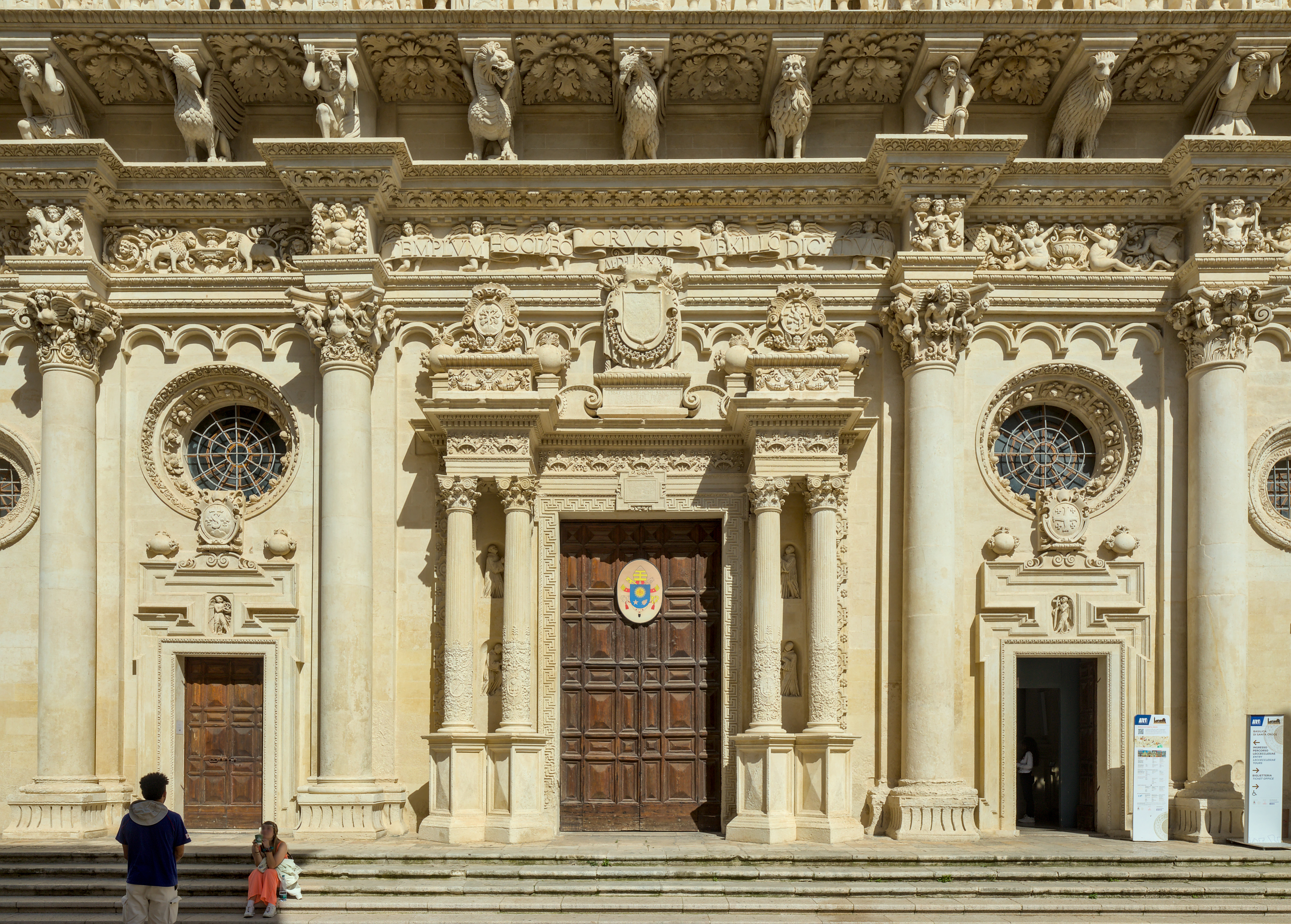
Primo livello della facciata
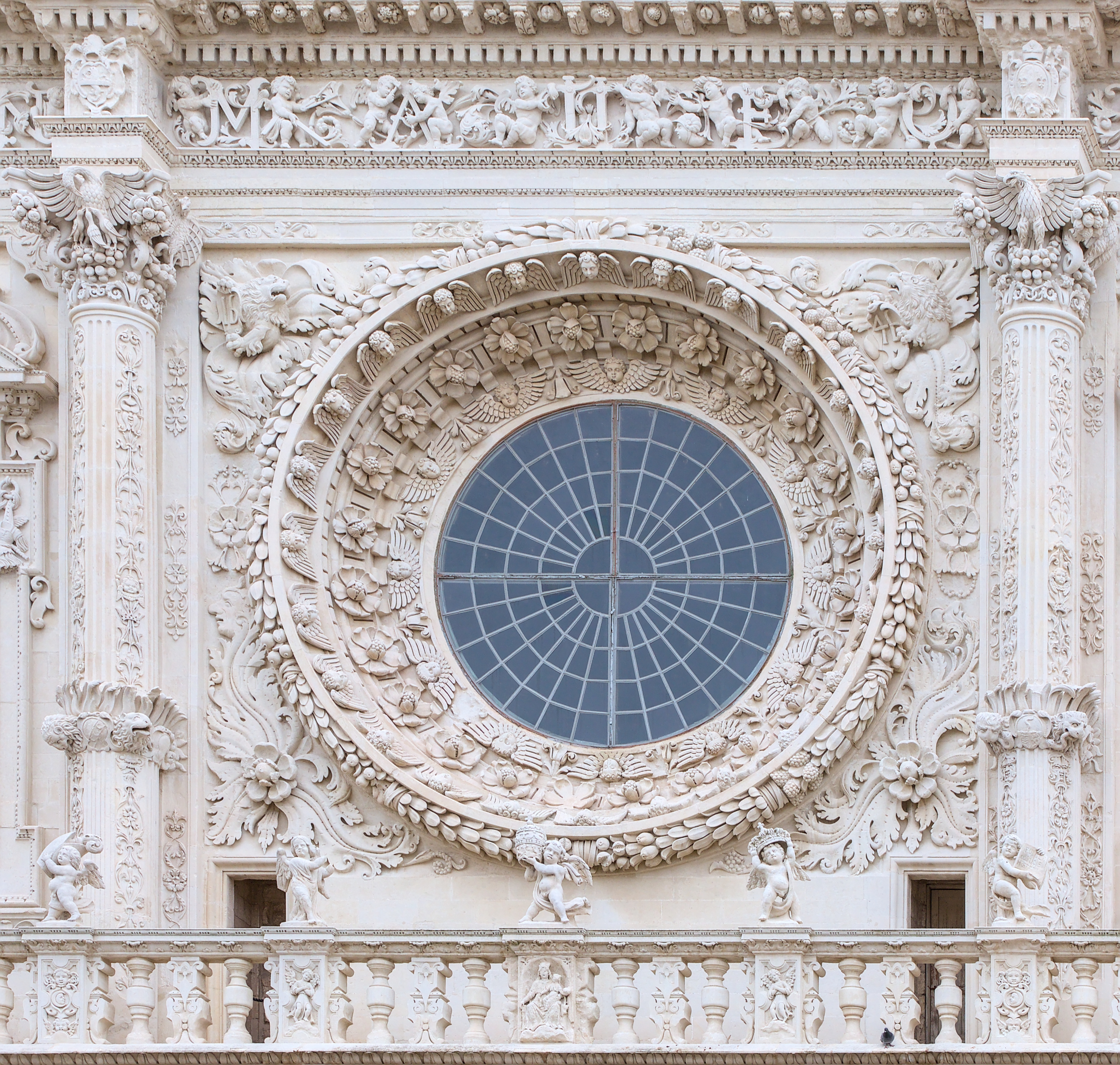
Rosone
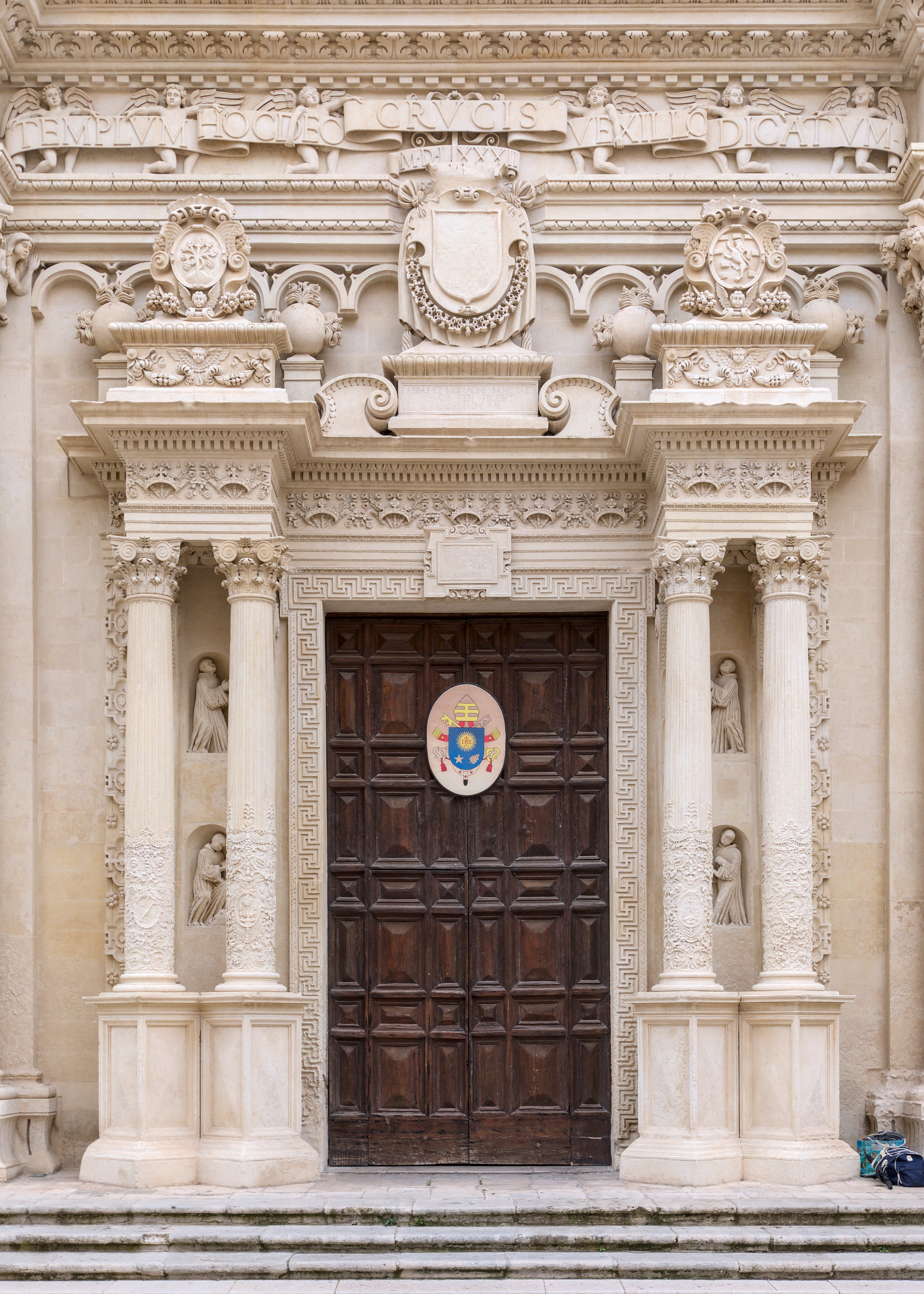
Portale maggiore

Particolari della facciata
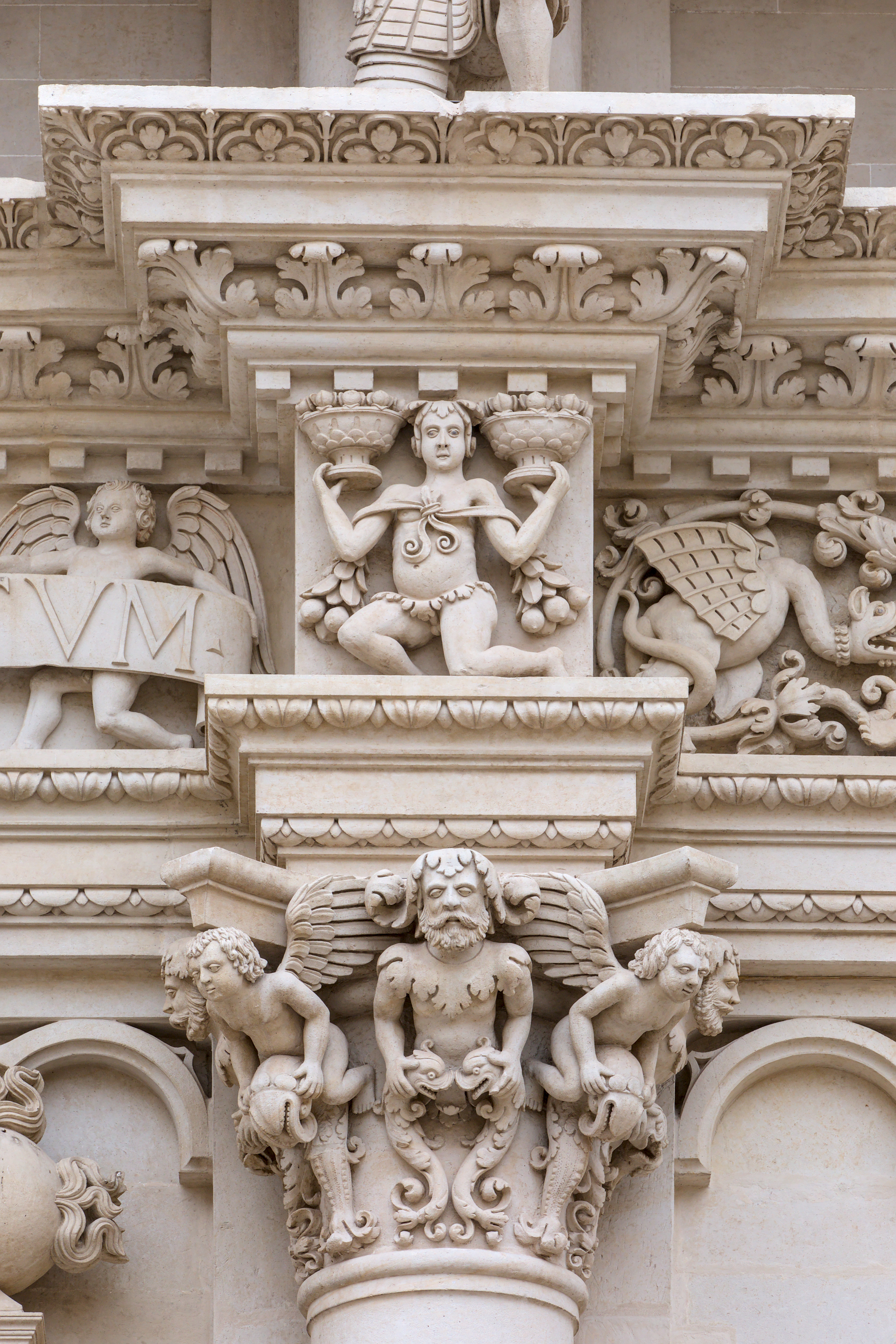
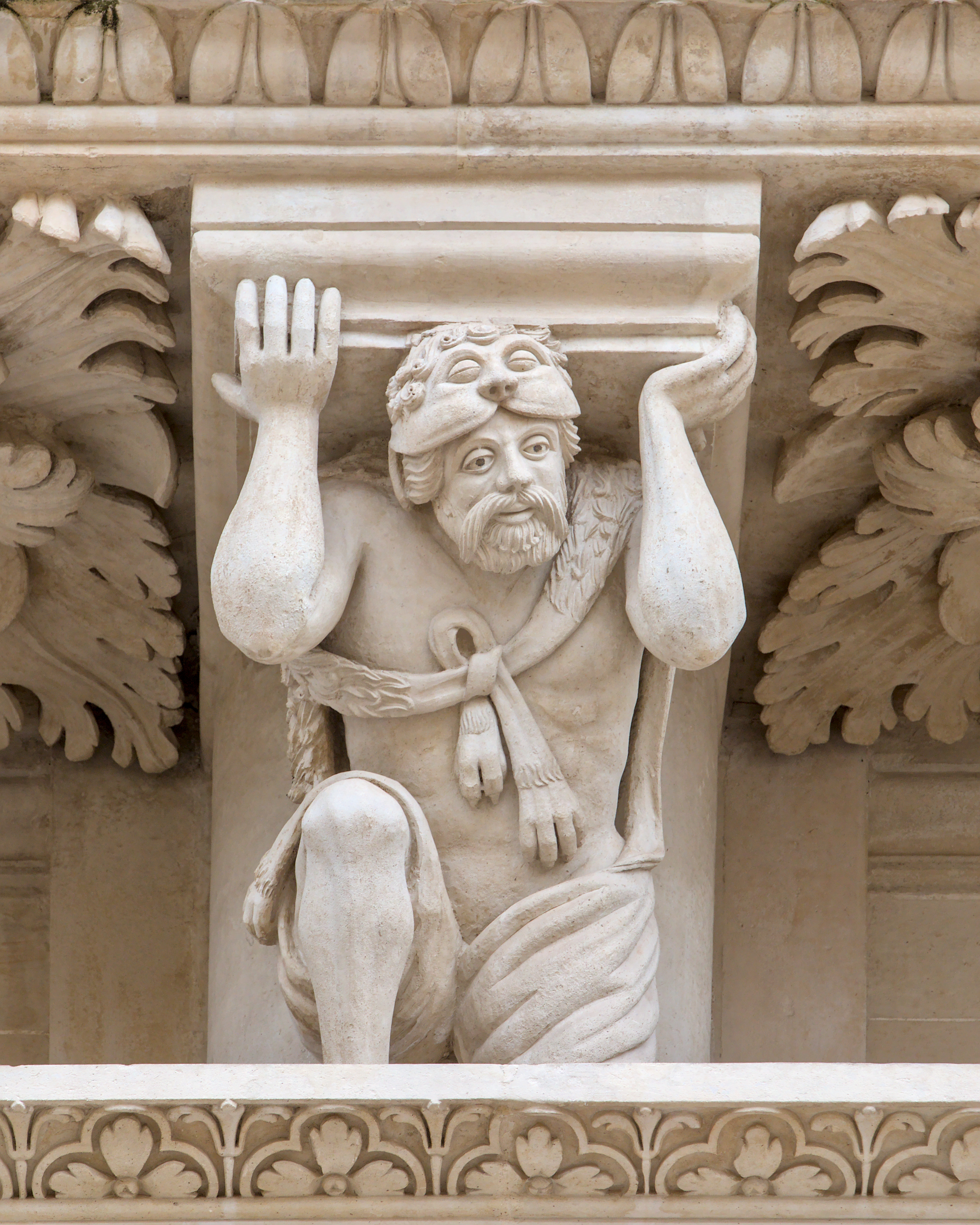
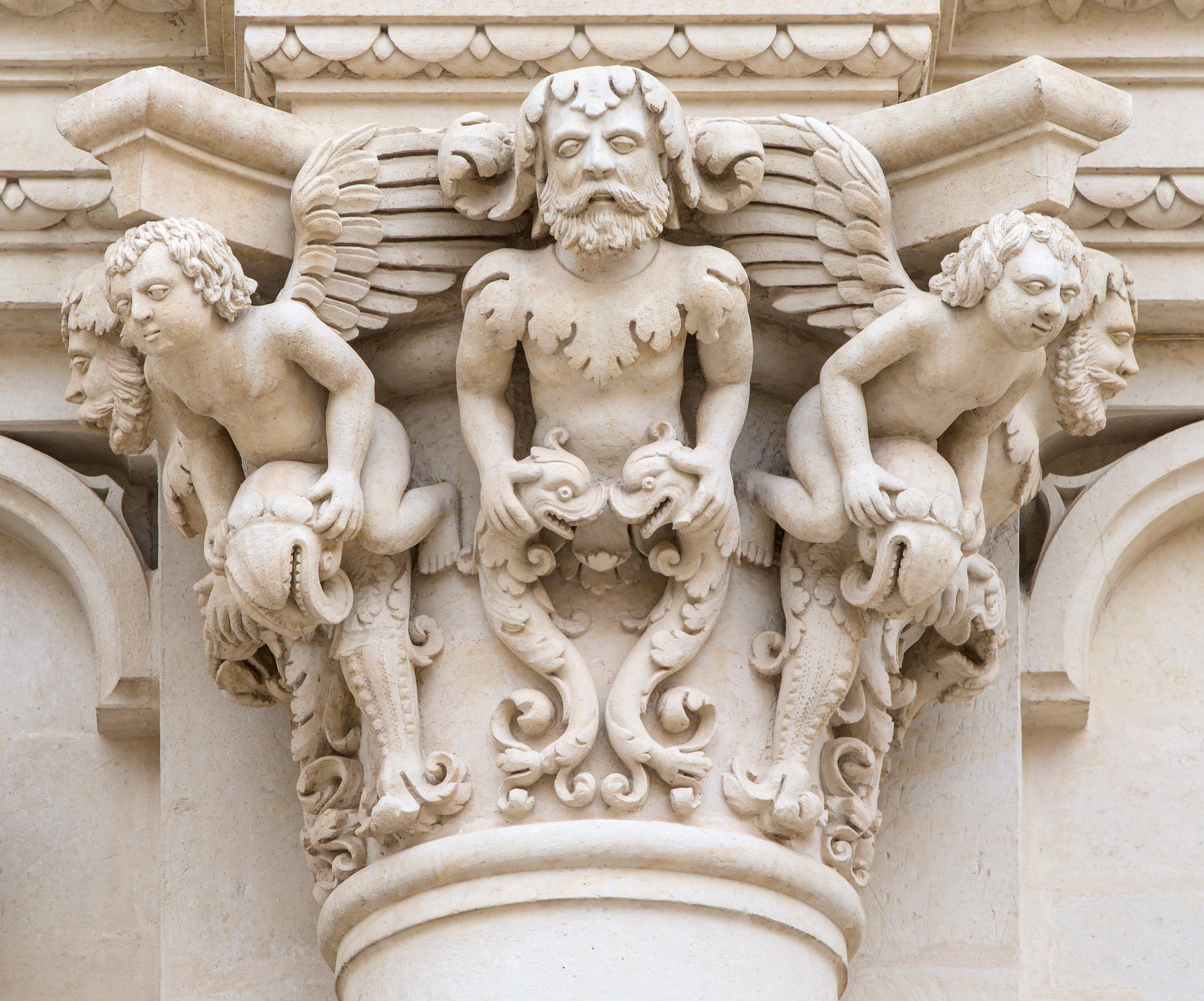
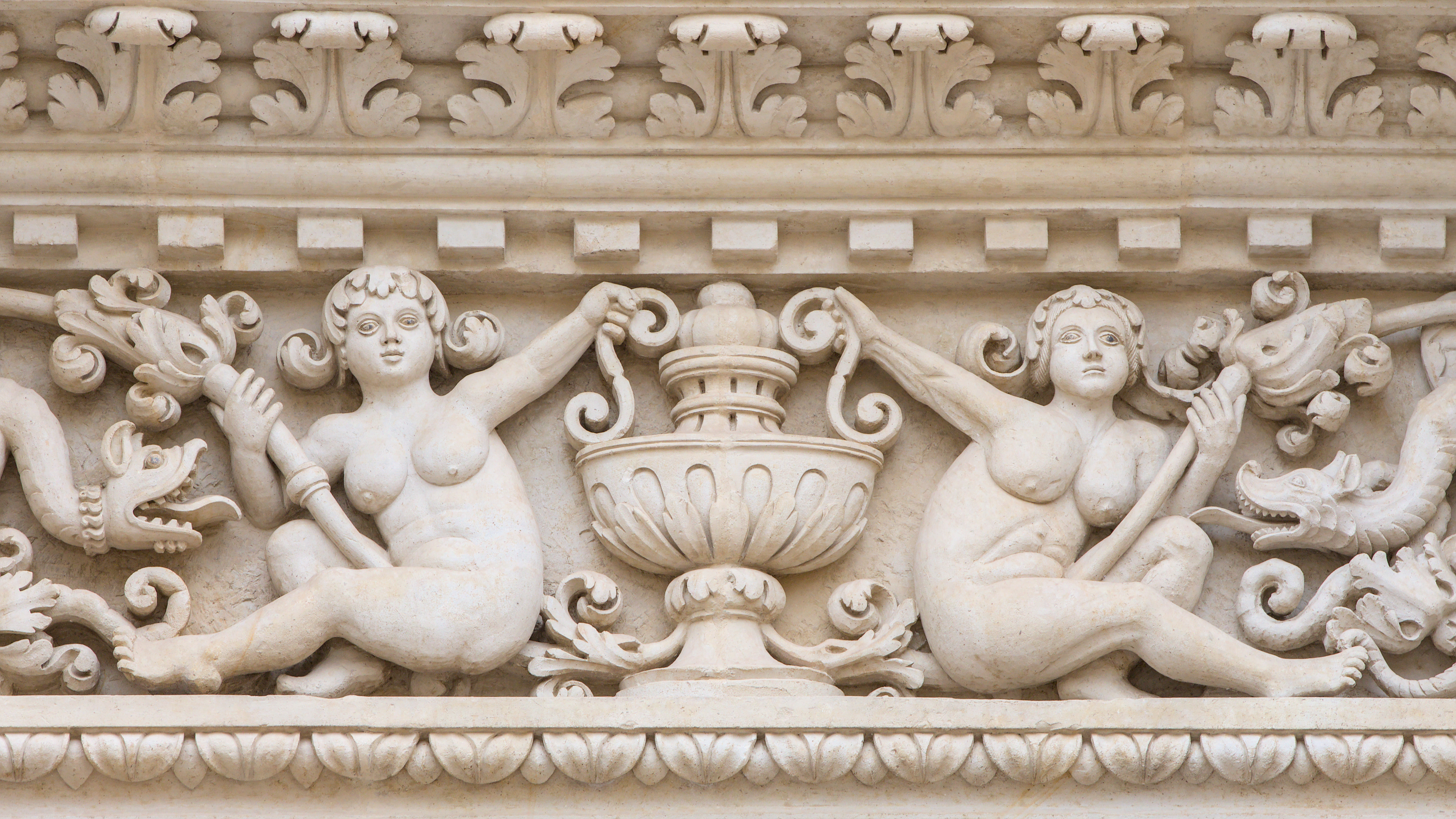

### Interno

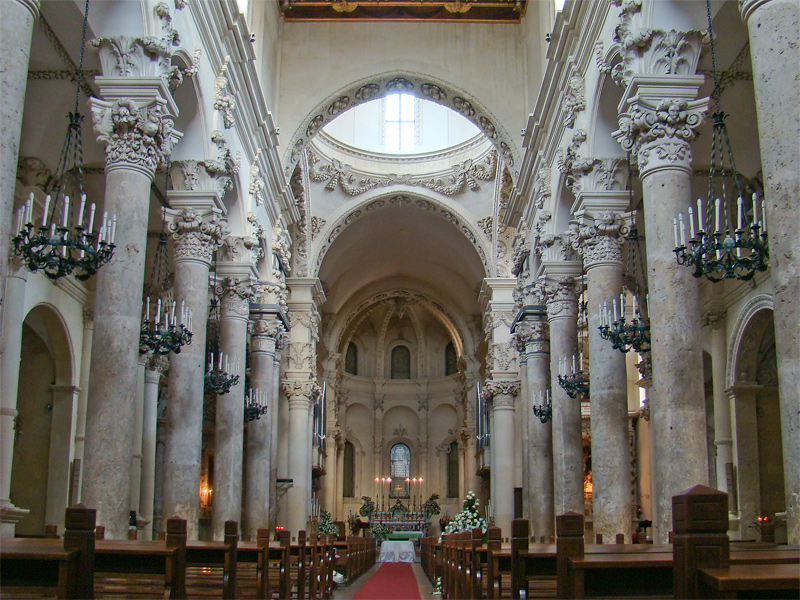
Interno della basilica

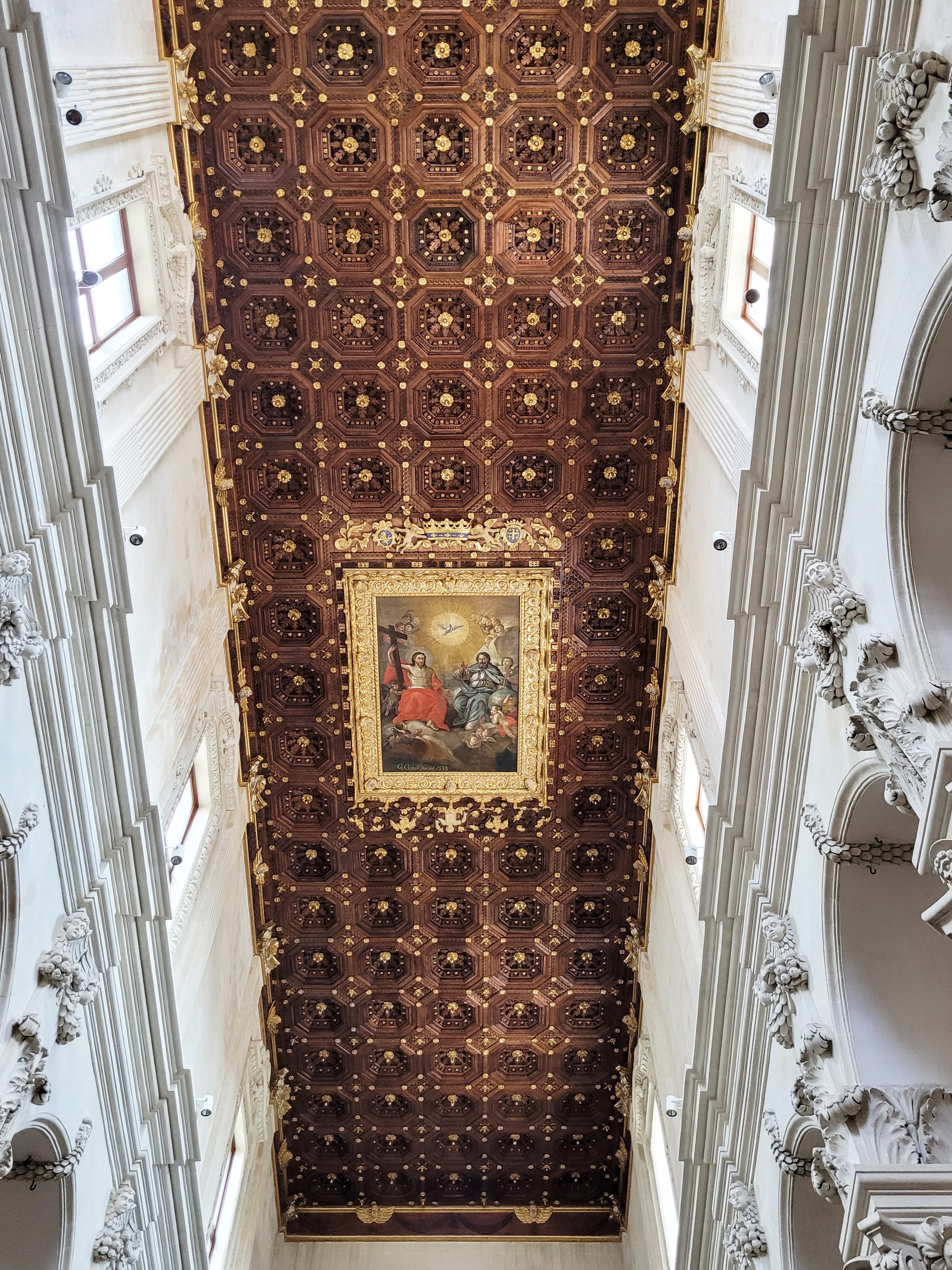
Soffitto

L'interno, a croce latina, era originariamente ripartito in cinque navate, due delle quali furono successivamente riassorbite in cappelle laterali aggiunte nel XVIII secolo. Le volte delle navate sono sorrette da due ordini di colonne, in tutto diciotto, le prime due sono addossate alla parete esterna, le ultime quattro binate delimitano il transetto e l'arco trionfale. La navata maggiore è coperta da un fastoso soffitto a cassettoni in legno di noce con dorature, mentre le navate laterali sono sormontate da volte a crociera. Nel quadrivio di intersezione dei due bracci della croce si innalza un'alta cupola decorata con festoni di foglie d'acanto, angioletti e motivi floreali.
Nel presbiterio, spogliato nel corso dei secoli del coro ligneo e dell'originario altare maggiore, si può ammirare l'abside polilobata e costolonata. L'attuale altare maggiore di epoca settecentesca fu prelevato nel 1956 dalla chiesa dei Santi Niccolò e Cataldo in occasione del XV Congresso eucaristico nazionale tenutosi in città in quell'anno. Le pareti absidali sono decorate dai dipinti dell'Adorazione dei pastori, dell'Annunciazione, della Visita di Maria a sant'Elisabetta e de Il riposo nella fuga in Egitto. A sinistra dell'altare maggiore sorge il monumento funebre a Mauro Leopardo, abate del convento dei Celestini.
Lungo le navate si aprono sette profonde cappelle per lato, al cui interno si trovano splendidi altari riccamente decorati. Complessivamente la chiesa accoglie sedici altari barocchi. Nella navata sinistra, partendo dall'ingresso, si susseguono gli altari dedicati a san Pier Celestino, all'Immacolata, all'Annunciazione, alla Madonna del Carmine, a sant'Andrea Avellino, a sant'Irene e alla Pietà. Nel transetto sinistro è l'altare dedicato a san Francesco da Paola, capolavoro di Francesco Antonio Zimbalo, che lo realizzò tra il 1614 e il 1615, da molti studiosi considerato la massima espressione scultorea del barocco in Terra d'Otranto. Nel transetto destro sono collocati gli altari della Trinità e quello della Santa Croce, quest'ultimo opera barocca del 1637 di Cesare Penna, commissionata dall'abate generale dei Celestini Celso Amerighi. Lungo la navata destra si aprono sei cappelle con gli altari dell'Apparizione del Sacro Cuore di Gesù a santa Margherita Alacoque, di sant'Oronzo, di san Filippo Neri, di san Michele arcangelo, della Natività del Signore e di sant'Antonio da Padova. In quest'ultima cappella è conservato un cinquecentesco affresco della Madonna di Costantinopoli.

### Organo a canne
L'organo a canne della basilica è stato costruito dai Fratelli Ruffatti nel 1961. Collocato ai due lati del presbiterio, è a trasmissione elettrica e ha due tastiere di 61 note ciascuna ed una  pedaliera concavo-radiale di 32.

## Sistemazione attuale
La sistemazione della basilica nel XIX secolo fu molto contrastata dai critici. L'elaborata decorazione della facciata veniva vista come qualcosa di ridicolo e di pessimo gusto.
Nel XX secolo comincia un costante movimento di rivalutazione e vengono pubblicati numerosi studi sui complessi simbolismi della facciata. Attualmente la basilica è considerata uno dei capolavori architettonici della città.
I monaci celestini amministrarono convento e basilica fino alla soppressione dell'ordine nel 1807. Successivamente la chiesa rimase abbandonata e il palazzo annesso divenne sede di uffici pubblici. Anche attualmente il palazzo dei Celestini ospita gli uffici della prefettura e della provincia. La chiesa, dal 1833, è affidata all'Arciconfraternita della Santissima Trinità.